# Бензоилпероксид
Бензои́лперокси́д (дибензои́лперокси́д, перокси́д бензои́ла) — органическое соединение ароматического ряда, относящееся к диацилпероксидам и содержащее пероксидную группу O−O, связанную с двумя бензоильными группами C6H5−C(O)−.

## Физические и химические свойства
Бензоилпероксид представляет собой бесцветные кристаллы с орторомбической решёткой (a =  0,891 нм; b = 1,424 нм; c = 0,940 нм; Z = 4 пространственная группа P212121). Молекула бензоилпероксида имеет следующее строение:
Растворяется в простых и сложных эфирах, хуже растворяется в керосине и петролейном эфире, не растворяется в диэтиленгликоле и кремнийорганических жидкостях. Умеренно растворяется в ацетоне (15,7 %), метилэтилкетоне (16,0 %), бензоле (15,8 %), стироле (12,5 %), метилметакрилате (12,7 %).
Пероксид бензоила подвергается термическому распаду с образованием радикалов по следующей схеме:
{\displaystyle {\ce {(C6H5COO-)2 -> 2 C6H5C(O)O. -> 2 C6H5. + 2 CO2}}}.
Образующиеся радикалы способны вызывать индуцированный распад исходного вещества. Распад ускоряется в присутствии ионов переходных металлов.
Чистый пероксид бензоила легко воспламеняется и интенсивно горит; горение его больших количеств может перейти во взрыв. Он также взрывается при нагревании, ударе и трении.
Однако смесь бензоилпероксида с водой с содержанием её выше 20 % устойчива.
Органические вещества способны воспламеняться при соприкосновении с бензоилпероксидом. Бензоилпероксид также воспламеняется при действии минеральных кислот.
Водные растворы бензоилпероксида гидролизуются до пероксибензойной и бензойной кислот:
{\displaystyle {\ce {(C6H5COO-)2 + H2O -> C6H5COOH + C6H5C(O)OOH}}}.
Обладает окислительными свойствами: окисляет замещённые фосфины R3P до R3PO, сульфиды до сульфоксидов. При взаимодействии с азотной кислотой вступает в реакции замещения в бензольное ядро в мета-положение.

## Получение и применение
Синтез бензоилпероксида происходит в реакции бензоилхлорида с пероксидом водорода в щелочном растворе. Его содержание определяют методом иодометрического титрования в среде ацетона на холоде.
Пероксид бензоила используется:
- как инициатор радикальной полимеризации;
- в органической химии как источник фенильных радикалов, отвердитель полиэфирных смол, в качестве вулканизирующего агента;
- в киноиндустрии для изображения взрывов больших объёмов горючесмазочных материалов (бочки, цистерны), так как является более дешёвым[прояснить];
- для лечения акне;
- в пищевой промышленности в качестве пищевой добавки под индексом Е928, например, для отбеливания муки.